# Gehyra lacerata
Gehyra lacerata är en ödleart som beskrevs av  Taylor 1962. Gehyra lacerata ingår i släktet Gehyra och familjen geckoödlor. Inga underarter finns listade i Catalogue of Life.